# لاریسا کیسلیوا
لاریسا کیسلیوا (روسی: Лариса Евгеньевна Киселёва؛ زادهٔ ۱۱ مارس ۱۹۷۰) بازیکن هندبال اهل روسیه است.